# Alex Scott (football, 1937)
Pour les articles homonymes, voir Scott et Alex Scott.
Alex Scott, né le 22 novembre 1937 à Falkirk (Écosse), mort le 13 septembre 2001 à Falkirk (Écosse), était un footballeur écossais, qui évoluait au poste d'ailier droit au Glasgow Rangers et en équipe d'Écosse. Il fait partie du Rangers FC Hall of Fame.
Scott a marqué cinq buts lors de ses seize sélections avec l'équipe d'Écosse entre 1957 et 1966. 

## Carrière
- 1954-1963 : Rangers
- 1963-1967 : Everton
- 1967-1970 : Hibernian
- 1970-1972 : Falkirk

## Palmarès

### En équipe nationale
- 16 sélections et 5 buts avec l'équipe d'Écosse entre 1957 et 1966.

### Avec les Glasgow Rangers
- Vainqueur du Championnat d'Écosse de football en 1956, 1957, 1959, 1961 et 1963.
- Vainqueur de la Coupe d'Écosse de football en 1960, 1962 et 1963.
- Vainqueur de la Coupe de la ligue écossaise de football en 1961 et 1962.

### Avec Everton
- Vainqueur de la Coupe d'Angleterre de football en 1966.
- Vainqueur du Charity Shield en 1963.

### Avec Hibernian
- Finaliste de la Coupe de la ligue écossaise de football en 1969.